# Stazione di La Spezia Migliarina
Stazione di La Spezia Migliarina vasútállomás Olaszországban, La Spezia település Migliarina negyedében.

## Vasútvonalak
Az állomást az alábbi vasútvonalak érintik:
- Pisa–La Spezia–Genova-vasútvonal

## Kapcsolódó állomások
A vasútállomáshoz az alábbi állomások vannak a legközelebb:
- Stazione di Cà di Boschetti
- Stazione di La Spezia Marittima
- Stazione di La Spezia Centrale
- Stazione di La Spezia Scalo